# DJ Hayden
DJ Hayden (Houston, Texas; 27 de junio de 1990-11 de noviembre de 2023) fue un jugador de fútbol americano estadounidense que jugó nueve temporadas con cuatro equipos en la NFL en la posición de cornerback.

## Carrera

### Universitario
Sus primeros dos años los jugó con los Navarro Bulldogs, donde en su año de novato tuvo 23 tackleadas en 10 partidos, una de ellas para pérdida de yardas y ayudó a ganar el NJCAA National Football Championship de ese año. Al año siguiente en 11 partidos hizo 33 tackleadas, seis pases bloqueados y tres intercepciones, una de ellas para touchdown, por lo que al año siguiente pasó a los Houston Cougars. En 2011 consiguió 52 tackleadas, dos intercepciones, una captura y un touchdown, además de ganar el TicketCity Bowl venciendo 30-14 a Penn State Nittany Lions.
Al año siguiente jugó nueve partidos, con 61 tackleadas, ocho pases desviados y cuatro intercepciones, dos de ellas para touchdown, pero su temporada terminó antes por una lesión de rodilla en un entrenamiento, la cual afectó la vena cava que afectó su corazón; y a pesar de eso fue seleccionado en el primer equipo All-Conference USA.

### Profesional

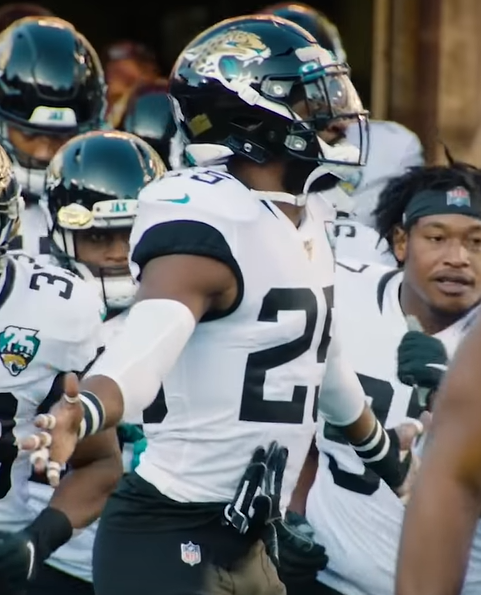
DJ Hayden en 2019.

Fue seleccionado en la posición 12 global del Draft de 2013 por los Oakland Raiders, siendo el segundo cornerback seleccionado en ese año detrás de Dee Milliner. Hayden fue el jugador defensivo seleccionado más alto de Houston desde Wilson Whitley en 1977 hasta Ed Oliver tomado en la novena posición en 2019. Durante la pretemporada fue hospitalizado por un problema abdominal.
El 25 de julio de 2013 firma contrato con los Oakland Raiders por cuatro años con $10.32 millones garantizados más bonos por $5.88 millones, pero tenía que competir contra Mike Jenkins, Tracy Porter, Joselio Hanson y Phillip Adams en los campos de entrenamiento para ser titular. Al final sería seleccionado como el tercer cornerback de los Raiders detrás de Jenkins y Porter.
Su primer partido con los Raiders fue una derrota por 17–21 ante los Indianapolis Colts, donde consiguió tres tackleadas. Su primer partido de titular fue el 23 de septiembre de 2013 en la derrota por 21–37 ante los Denver Broncos. El 6 de octubre de 2013 consiguió siete tackleadas, desvió un pase, e interceptó un pase a Philip Rivers en la victoria 27–17 sobre los San Diego Chargers. en la semana siguiente forzó su primer balón suelto en la derrota 7-24 ante los Kansas City Chiefs.
El 20 de noviembre de 2013 fue colocado en la lista de lesionados por una hernia. En su año de novato logró 25 tackladas (22 solo), pases desviados, una intercepción, y un fumble en ocho partidos.
En 2014 Hayden no pudo jugar los primeros seis partidos de temporada por una lesión en un pie. El 26 de octubre Hayden jugó su primer partido de la temporada en la derrota 13–23 ante los Cleveland Browns. en la semana siguiente consiguió siete tackladas y un pase desviado en la derrota 24–30 ante los Seattle Seahawks. Su primer partido de titular fue en la semana 10, donde consiguió tres tackladas, tres pases desviados y una intercepción ante los Denver Broncos en la derrota 17–41. En la semana 16 consiguió seis tackleadas y un pase desviado en la victoria ante Buffalo Bills por 26–24. Terminó la temporada 2014 con 47 tackleadas (42 solo), 10 pases desviados y una intercepción en 10 partidos.
Hayden pasó a ser el titular luego de que los Raiders decidieran no renovar a Carlos Rogers ni a Tarell Brown. Con el nuevo coach Jack Del Rio, Hayden pasó a ser titular junto a T. J. Carrie.
El 25 de octubre de 2015 tuvo 10 tackleadas, desvió un pase y tuvo una intercepción en la victoria sobre los San Diego Chargers por 37–29 victory. La siguiente semana consiguió su primer captura de quarterback, a Geno Smith en la victoria por 34–20 sobre los New York Jets. En la semana 9 consiguió 13 tackleadas en la derrota ante los Pittsburgh Steelers 35–38. Terminó la temporada con marca personal de 70 tackleadas (64 solo), ocho pases desviados, una captura y una intercepción en 16 partidos.
En 2016 Hayden compitió por el puesto de titular ante Sean Smith, David Amerson y T. J. Carrie. Pasó a ser el cuarto cornerback de los Raiders.
El 2 de octubre de 2016 consiguió seis tackleadas y un pase desviado en la victoria por 28–27 ante los Baltimore Ravens. El 6 de noviembre de 2016 tuvo su primer partido como titular en la temporada, en la que registró dos tackleadas y un pase desviado, en donde los Raiders vencieron a los Denver Broncos 30–20. Terminaría la temporada con Oakland con 37 tackleadas (32 solo) y seis pases desviados en 11 partidos. El 3 de diciembre de 2016 fue colocado en la lista de lesionados por una lesión en el brazo.
El 10 de marzo de 2017 los Detroit Lions contratan a Hayden por un año y $3.75 millones, de los cuales $2.25 millones eran garantizados más un bono de $1 millón. Compitió por el puesto de titular contra Nevin Lawson, Teez Tabor y Quandre Diggs, y terminaría como el tercer cornerback para la temporada regular detrás de Darius Slay y Nevin Lawson.
En su primer partido con los Lions Hayden tuvo tackleadas en la victoria por 35–23 sobre los Arizona Cardinals. El 24 de septiembre de 2017 registró siete tackleadas en la derrota 26–30 ante los Atlanta Falcons. El 19 de noviembre de 2017 recuperó un fumble en la victoria ante los Chicago Bears 27–24.
El 14 de marzo de 2018 firmóun contrato por tres años con los Jacksonville Jaguars por $19 millones, $9.5 millones garantizados. pero no estaba disponible para los campos de entrenamiento por dolencias físicas en los primeros tres días. Pasó a la lista de lesionados el 7 de octubre de 2020 luego de lesionarse el brazo en la semana 4, de la cual sería reactivado el 21 de noviembre de 2020, pero se lesionaría tres días después por la misma causa.
El 18 de diciembre de 2021 firmócon el Washington Football Team en su equipo de práctica. Firma un contrato a futuro con Washington el 19 de enero de 2022 pero sería liberado el 8 de abril de 2022.

## Muerte
Hayden murió el 11 de noviembre de 2023 como resultado de un accidente de tráfico en Houston, Texas. Fue uno de los seis que murieron en el automóvil que se saltó la luz a las 2:00 de la madrugada donde Hayden viajaba como pasajero.